# Hans Inge Myrvold

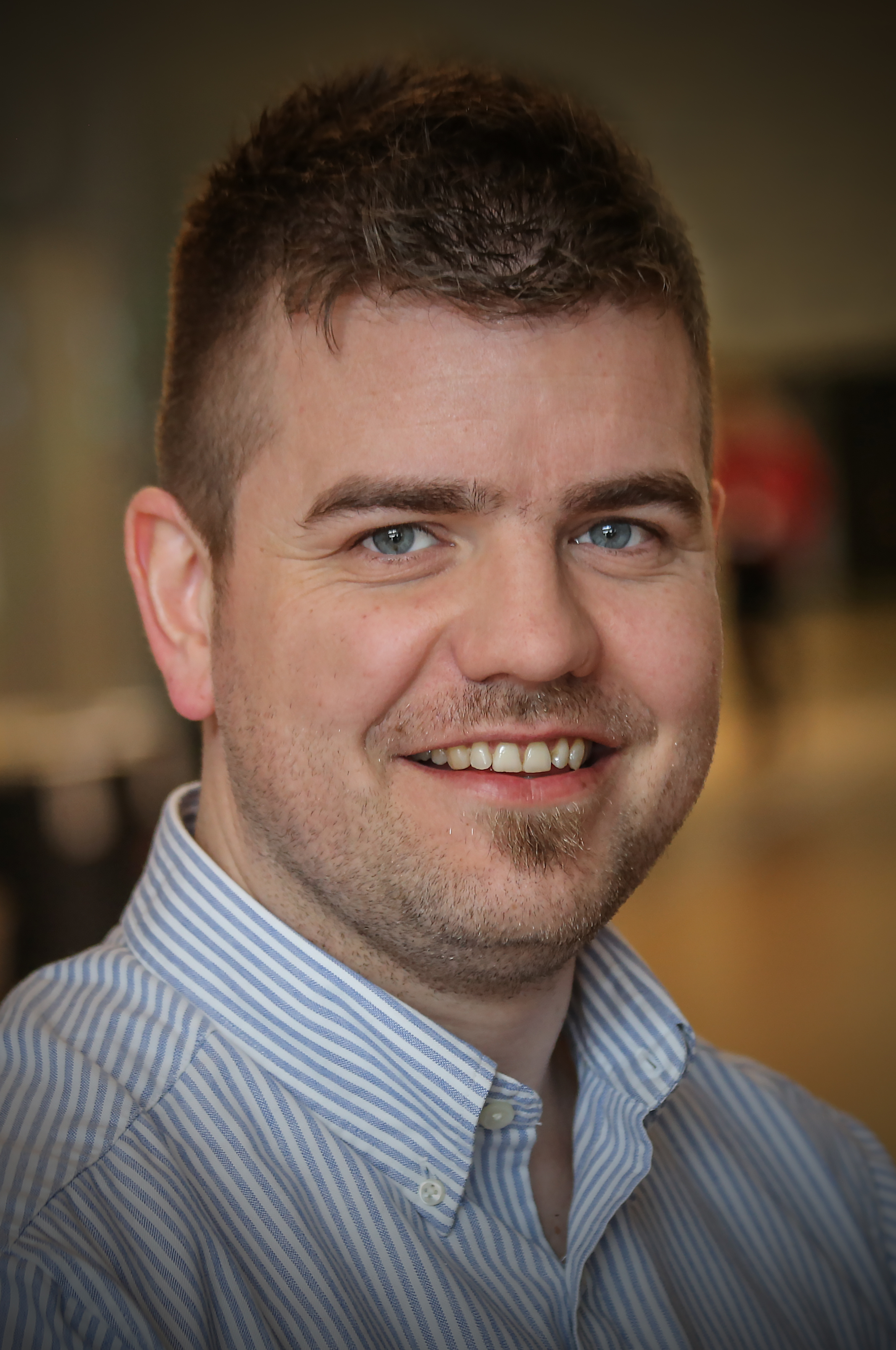
Hans Inge Myrvold, 2017

Hans Inge Myrvold (* 25. Januar 1985 in Kvinnherad) ist ein norwegischer Politiker der Senterpartiet (Sp). Von 2021 bis 2025 war er Abgeordneter im Storting.

## Leben
Myrvold zog im Jahr 2011 erstmals in das Kommunalparlament von Kvinnherad ein. In der von 2015 bis 2019 andauernden Legislaturperiode fungierte er als stellvertretender Bürgermeister seiner Heimatgemeinde. Nach der Kommunalwahl 2019 wurde er zum Bürgermeister von Kvinnherad gewählt.
Bei der Parlamentswahl 2017 kandidierte er für die Senterpartiet im Wahlkreis Hordaland. Er wurde sowohl bei dieser Wahl als auch bei der Wahl 2021 ein Vararepresentant, also Ersatzabgeordneter, im norwegischen Nationalparlament, dem Storting. Durch die Ernennung seiner Parteikollegin Kjersti Toppe zur Kinder- und Familienministerin kommt Myrvold an dem 14. Oktober 2021 zu einem dauerhaften Einsatz im Storting. Er gehörte dort zunächst dem Gesundheits- und Pflegeausschuss an. Im September 2023 wechselte er in den Energie- und Umweltausschuss. Seine Zeit als Ersatzabgeordneter endete mit dem Ausscheiden von Toppe aus der Regierung am 4. Februar 2025.
Im Juli 2024 gab er bekannt, dass er bei der Stortingswahl 2025 nicht erneut kandidieren wolle.